# Ain
Ain (provansalsko En, oznaka 01) je francoski departma, imenovan po istoimenski reki, ki teče skozenj. Nahaja se v regiji Auvergne-Rona-Alpe.

## Zgodovina
Departma je bil ustanovljen v času francoske revolucije 4. marca 1790 iz nekdanjih provinc Bresse, Bugey, Dombes in Gex ter dela Franc-Lyonnais.
Ozemlje je bilo prvotno del Burgundskega kraljestva, predno je pod Savojci prešlo k Franciji  v letu 1601.

## Geografija
Ain leži na severu regije Rona-Alpe ob meji s Švico. Z reko Ain je razdeljen na dva dela. Zahodni del zajema planotast svet, medtem ko je vzhodni del bolj gorat in zajema južne izrastke Švicarske Jure, katerega najvišja točka Crêt de la Neige (1720 m) se nahaja prav tukaj. Na vzhodu meji na departmaja Zgornjo Savojo in Savojo, na jugu na Isère, na zahodu na Rono, na severu pa na burgundski departma Saono in Loaro ter departma regije Franche-Comté Juro. Na skrajnem severovzhodu meji na švicarska kantona Ženeva in Vaud.
1. ↑  "Ain : Jean Deguerry remplace Damien Abad à la présidence du Département", France 3, 10.07.2017.